# 78

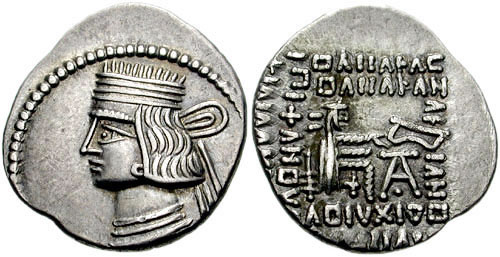
Een jeugdige Pacorus II zonder baard

Het jaar 78 is het 78e jaar in de 1e eeuw volgens de christelijke jaartelling.

## Gebeurtenissen

### Brittannië
- Gnaeus Julius Agricola onderwerpt de Keltische stammen in Wales en laat fortificaties bouwen langs de rivier de Usk. Vanuit Isca Augusta houdt hij het gebied onder controle.

### Parthië
- Pacorus II (78 - 105) volgt zijn vader Vologases I op als koning van het Parthische Rijk, al is zijn heerschappij niet onbetwist. Hij breidt tijdens zijn regering Ctesiphon uit en laat stadsmuren bouwen.

### India
- Koning Vima Kadphises van het Kushanrijk ten noorden van India, stuurt een delegatie naar Rome met plannen voor een veldtocht tegen Parthië.

### Indonesië
- De Indische prins Aji Caka voert het Sanskriet en het Pallawa-schrift in op Java. Spoedig worden er Javaanse woorden en zinnen gebruikt op de Indonesische Archipel.

## Geboren
- Zhang Heng, Chinees astronoom en wiskundige (overleden 139)

## Overleden
- Vologases I, koning van Parthië